# ファン・ドミンゴ・コルドバ
ファン・ドミンゴ・コルドバ（Juan Domingo Cordoba、1972年8月6日 - ）は、アルゼンチンの男性プロボクサー。元WBO世界ライトフライ級王者。

## 来歴
1992年11月13日、プロデビュー。デビュー戦はKO勝ちを収めたものの、2戦目でKO負けを喫した。
1994年9月10日、WBC・IBF世界ライトフライ級王者ウンベルト・ゴンザレスに挑戦するも、8回TKO負け。
1997年8月1日、WBC世界フライ級暫定王者チャッチャイ・サーサクンと対戦し、7回TKO負け。
1998年1月17日、WBO世界ライトフライ級王者メルチョル・コブ・カストロと対戦し、3-0の判定勝ちで王座を獲得した。
1998年12月15日、2度目の防衛戦でホルヘ・アルセと対戦し、判定負けで王座から陥落した。
2001年5月25日、WBO世界フライ級王者フェルナンド・モンティエルと対戦し、1回KO負けを喫した。この試合を最後に引退した。

## 獲得タイトル
- WBO世界ライトフライ級王座（防衛1度）